# Tettigidea spicatoides
Tettigidea spicatoides är en insektsart som beskrevs av Morgan Hebard 1932. Tettigidea spicatoides ingår i släktet Tettigidea och familjen torngräshoppor. Inga underarter finns listade i Catalogue of Life.